# 蒙特斯库达约
蒙特斯库达约（義大利語：Montescudaio），是意大利托斯卡纳大区比萨省的一个市镇。总面积19.9平方公里，人口1901人，人口密度95.5人/平方公里（2009年）。ISTAT代码为050020。